# Crime au concert Mayol
Pour plus de détails, voir Fiche technique et Distribution.
Crime au concert Mayol est un film français réalisé par Pierre Méré, sorti en 1954.

## Synopsis
Au Concert Mayol la danseuse Mado est victime d'un empoisonnement ; conduite à l'hôpital elle s’en sort vivante. L’inspecteur Millon mène l'enquête. Grumeau, un habitué du spectacle, amoureux de Mado, est soupçonné. Puis c’est la danseuse Lydia qui est tuée dans la loge de Mado d’une balle dans le dos. Il s'avère que c’est Max, le nouveau meneur de revue, qui a tué Lydia, témoin d’un crime perpétré par Max au Mexique. L’empoisonnement de Mado fut une erreur.

## Fiche technique
- Réalisation : Pierre Méré, assisté de Dany Fog
- Scénario : Jacques Chabannes, Lucien Rimels
- Adaptation : Jacques Chabannes et Pierre Méré
- Dialogue : Jacques Chabannes
- Photographie : Pierre Dolley
- Son : Maurice Carrouet
- Montage : Jacques Mavel
- Musique : Marcel Landowski
- Production : Bernard-Roland
- Directeur de production : Robert Florat
- Sociétés de production : Lutétia Films - Union Européenne Cinématographique (U.E.C.)
- Société de distribution : Sofradis
- Pays d'origine :  France
- Format : Noir et blanc - 1,37:1 - 35 mm - Son mono
- Genre : Policier
- Durée : 97 minutes
- Dates de sortie :
  - France : 19 juillet 1954

## Distribution
- Claude Godard : Mado
- Daniel Clérice : Max
- Jean-Pierre Kérien : Inspecteur Million
- Robert Berri : Fred
- Jean Tissier : M Grumeau
- Célia Cortez : Lydia
- Jean Daurand : Bill
- Paul Demange : Nestor
- Fernand Gilbert : L'imprésario
- Christian Lude : Le médecin
- Gina Manès : La concierge
- Betty Beckers
- Maurice Derville
- Albert Dinan
- Julien Maffre
- Marcel Portier
- Valérie Vivin
- Ariane Lancell : La danseuse
- Paul Ensia : Le directeur
- Charles Roy : Le commissaire
- Georges Sauval : Le voisin
- Magda[1]
- Jane D'Yvoire
- Michèle Ginesty
- Monique Vivian

## Lieux de tournage
- Rue du Faubourg-Saint-Denis, Rue de l’Échiquier,  Boulevard de Strasbourg, Passage de l'Industrie